# The Bloodline
The Bloodline é um grupo vilão de luta profissional que atua na WWE na marca SmackDown. O grupo atualmente é liderado por Solo Sikoa e conta com The Tongans (Tama Tonga, Tonga Loa e Talla Tonga) e JC Mateo. O nome do grupo faz referência ao fato de a maioria dos membros do grupo serem da família Anoaʻi, uma família de lutadores profissionais samoanos.
O grupo foi formado oficialmente em julho de 2021, após uma rivalidade entre Roman Reigns, com Heyman como seu manager, contra seus primos Jey Uso e Jimmy Uso. Os três então formaram o The Bloodline, com Heyman como seu manager. De abril de 2022 até abril de 2024, Reigns foi promovido como Campeão Universal Indiscutível da WWE, já que deteve simultaneamente os Campeonatos da WWE e Universal em seu quarto e segundo reinados respectivos, tendo o reinado mais longo para este último até perder o título Indiscutível na WrestleMania XL. Ele assumiu os apelidos de "Chefe Tribal" e "Chefe da Mesa" em referência ao seu papel como líder da família. De maio de 2022 até abril de 2023, The Usos (Jey e Jimmy), foram promovidos como Campeões Indiscutíveis de Duplas da WWE até perderem seus títulos na WrestleMania 39, já que detinham simultaneamente os títulos do Raw e do SmackDown em seus terceiro e quinto reinados respectivos, tendo o reinado mais longo e o mais longo o título de duplas masculino reinará na história da WWE para este último. Durante esse período, o grupo incluía Sami Zayn como membro honorário e também o irmão mais novo dos Usos, Solo Sikoa.
Zayn saiu em janeiro de 2023, seguido por Jey em junho. Em fevereiro de 2024, durante a preparação para a WrestleMania XL, The Rock se juntou ao grupo, mas após o evento em abril, tanto Reigns quanto Rock entraram em uma pausa indefinida, com Sikoa assumindo a liderança. Após isso, Jimmy e Heyman foram removidos do grupo por Sikoa, enquanto Tama Tonga, Tonga Loa e Jacob Fatu foram adicionados. Reigns então fez seu retorno em agosto, virando face pela primeira vez desde 2020. No episódio de 8 de novembro de 2024 do SmackDown, os membros originais do Bloodline se reuniram oficialmente quando Sami Zayn retornou para ajudar o grupo na preparação para a luta deles no Survivor Series: WarGames contra o Bloodline.

## História

### A rivalidade dos Usos com The Shield (2013–2014)
Antes de The Usos começarem a se unir a Reigns, eles tiveram várias lutas contra The Shield, stable de Reigns com Seth Rollins e Dean Ambrose, com a maioria ocorrendo em 2013. No episódio de 6 de maio do Raw, The Usos e Kofi Kingston se uniram contra The Shield, que venceu a partida depois que Ambrose derrotou Kingston. No episódio de 17 de maio do SmackDown, Reigns e Rollins derrotaram The Usos depois que Reigns derrotou Jey. Após a partida, The Shield continuou a atacar Jey até que Kingston correu para fazer a defesa, acertando-os com uma cadeira de aço. Os Usos ganharam sua primeira vitória no episódio de 28 de junho do SmackDown depois que seu companheiro de equipe, Christian, derrotou Ambrose em outra luta de duplas six-man. No Raw de 1º de julho, no entanto, eles perderam uma revanche, desta vez com Ambrose fazendo o pin em Christian. No episódio de 12 de julho do SmackDown, Rollins derrotou Jey em uma luta individual. No Money in the Bank em 14 de julho, Reigns e Rollins derrotaram The Usos para manter o Campeonato de Duplas da WWE depois que Reigns derrotou Jimmy. No episódio de 19 de julho no SmackDown, as duas stables brigaram até que Mark Henry veio em auxílio dos Usos. Em troca, The Usos ajudou Henry a se defender de The Shield no Raw de 22 de julho. Na semana seguinte, eles perderam depois que Ambrose derrotou Jimmy. Apesar disso, Henry atacou o The Shield após a partida, forçando-os a recuar. O mesmo resultado da partida ocorreu no episódio de 7 de agosto do Main Event. Ao longo do restante do ano, eles trocaram vitórias, com The Usos se unindo a nomes como Kingston, Dolph Ziggler, Daniel Bryan, Big E Langston, Cody Rhodes e Goldust, Rey Mysterio e CM Punk. A última luta que os dois times teriam um contra o outro é no episódio de 3 de janeiro de 2014 do SmackDown, onde The Usos e Punk venceram depois que o último derrotou Ambrose.

### Equipes ocasionais (2015–2020)
Após sua separação do The Shield e sua carreira individual subsequente, Reigns ocasionalmente uniu forças com The Usos em vários combates de duplas, com The Usos também ocasionalmente se envolvendo nas brigas de Reigns em apoio ao primo. O trio se uniu pela primeira vez no Raw de 2 de novembro de 2015, onde se uniram a Ryback e Dean Ambrose em uma luta de eliminação do Survivor Series 5 contra 5 contra Seth Rollins, Kevin Owens e The New Day (Kofi Kingston, Big E e Xavier Woods), no qual a equipe de Reigns foi vitoriosa. Reigns e os Usos continuaram a se unir naquele ano até o Tribute to the Troops, onde o trio se uniu a Ambrose, Ryback, Kane e The Dudley Boyz para derrotar a The League of Nations e a The Wyatt Family.
No Raw de 2 de maio de 2016, The Usos se envolveu na rivalidade de Reigns com AJ Styles, já que a dupla estava brigando com os aliados de Styles, Luke Gallows e Karl Anderson na época, com The Usos e Reigns enfrentando Styles. Gallows e Anderson em uma luta de duplas six-man. Depois que Styles, Anderson e Gallows venceram a luta, Anderson e Gallows queriam que Styles batesse em Reigns com uma cadeira, mas Styles recusou. Quando The Usos atacaram Styles por trás com uma cadeira, Styles retaliou com a cadeira. Reigns jogou Styles através da mesa de transmissão. No Extreme Rules, The Usos foram derrotados por Gallows e Anderson em um Tornado tag team match. Mais tarde naquela mesma noite, depois que Gallows e Anderson interferiram na luta pelo Campeonato Mundial dos Pesos Pesados da WWE entre Reigns e Styles, os Usos interferiram para ajudar Reigns, permitindo que Reigns retivesse o título.
No episódio de 14 de maio de 2019 do SmackDown, The Usos ajudou Reigns em um ataque de Elias, Shane McMahon, Daniel Bryan e Rowan, e depois perdeu para eles em uma luta handicap. No Raw de 3 de junho, The Usos salvaram Reigns de um ataque de Drew McIntyre e The Revival (Dash Wilder e Scott Dawson), mas perderam para eles em uma luta de duplas six-man. No episódio de 3 de janeiro de 2020 do SmackDown, The Usos retornou com um novo visual de cabelo curto, ajudando Reigns de um ataque de King Corbin e Dolph Ziggler. No episódio de 31 de janeiro do SmackDown, Reigns e The Usos derrotaram King Corbin, Dolph Ziggler e Robert Roode em uma luta de duplas de seis homens para encerrar sua rivalidade. Jimmy sofreu uma lesão legítima no joelho durante a luta na WrestleMania 36, deixando-o fora do ringue indefinidamente.

### Formação como The Bloodline (2020–2021)
No episódio de 4 de setembro do SmackDown, depois que Big E foi atacado e ferido no enredo, Jey tomou o lugar de Big E em uma luta fatal-four-way contra Matt Riddle, King Corbin e Sheamus, onde o vencedor ganharia uma luta pelo Campeonato Universal no Clash of Champions contra Roman Reigns, que recentemente virou heel e se alinhou com Paul Heyman. Jey venceu ao imobilizar Riddle para ganhar a primeira oportunidade de campeonato individual de sua carreira. No Clash of Champions, Jey perdeu para Reigns por nocaute técnico, quando Jimmy desceu e jogou uma toalha branca para ele. Jey recebeu outra chance pelo título contra Reigns em uma luta Hell in a Cell "I Quit" no evento homônimo com a estipulação adicional de que, se Jey perdesse, ele teria que seguir as ordens de Reigns ou ser expulso de sua família. No evento, Jey perdeu novamente depois que Reigns atacou o ferido Jimmy e forçou Jey a dizer "eu desisto" para salvar seu irmão.
No episódio de 30 de outubro do SmackDown, Jey derrotou Daniel Bryan para se qualificar para o Team SmackDown no Survivor Series. Após a luta, Jey atacou Bryan a pedido de Reigns, tornando-se heel e se alinhando com Reigns no processo, e posteriormente ficou conhecido como o "braço direito" de Reigns e também recebeu o apelido de "Main Event Jey Uso". Em 21 de fevereiro de 2021 no Elimination Chamber, Jey competiu na partida homônima do evento, onde o vencedor receberia uma chance pelo Campeonato Universal de Reigns naquela mesma noite. Ele foi a última pessoa eliminada pelo vencedor Daniel Bryan. Na edição especial da WrestleMania de 9 de abril do SmackDown, Jey venceu o Andre the Giant Memorial Battle Royal eliminando por último Shinsuke Nakamura. Isso marcou o primeiro grande prêmio individual de Jey na WWE.
Jimmy voltou de lesão no episódio de 7 de maio do SmackDown, mas não aprovou a aliança entre Jey e Reigns, pois chamou Jey de "vadia de Reigns" e começou a usar uma camiseta que dizia "Nobody's Bitch". No episódio de 4 de junho do SmackDown, The Usos se reuniram e desafiaram The Mysterios (Rey Mysterio e Dominik Mysterio) pelo Campeonato de Duplas do SmackDown, no entanto, a luta terminou em um final controverso em que o árbitro não percebeu que Jimmy estava com o ombro para cima durante o pinfall. Os Usos receberam uma revanche mais tarde naquela mesma noite, mas durante a revanche, Reigns interferiu atacando os Mysterios, não querendo que os Usos se envergonhassem novamente. Após a luta, Reigns atacou brutalmente o filho de Rey, Dominik, o que Jimmy sentiu que Reigns foi longe demais, também aumentando as tensões entre Reigns e Jimmy. A dissensão que se seguiu entre os dois sobre a lealdade de Jey eventualmente fez com que Jey saísse temporariamente no episódio de 11 de junho do SmackDown, após o qual, Reigns manipulou Jimmy para se sentir culpado por sua recente dissensão. Como resultado, na semana seguinte, no episódio de 18 de junho do SmackDown, Jimmy ofereceu sua ajuda a Reigns durante sua luta Hell in a Cell com Rey Mysterio, e ele levantou a mão de Reigns após a luta. Na semana seguinte no SmackDown, Jimmy tentou ajudar Reigns quando Edge o atacou e o jogou na barricada.
No episódio de 9 de julho do SmackDown, Jey retornou e ambos os Usos solidificaram sua aliança com Reigns, consolidando-os como heels no processo e se reunindo adequadamente como "The Bloodline".

### Campeões Indiscutíveis (2021–2024)
No episódio de 16 de julho do SmackDown, The Bloodline enfrentou Edge e The Mysterios em uma luta de duplas six-man, na qual eles saíram vitoriosos, embora Edge tenha atacado o trio após a luta. No Money In The Bank, The Usos derrotaram The Mysterios no pré-show para se tornarem cinco vezes Campeões de Duplas do SmackDown. No evento principal, Reigns derrotaria Edge para manter o Campeonato Universal. No SummerSlam, The Usos mais uma vez derrotaram The Mysterios para manter o Campeonato de Duplas do SmackDown e Reigns mais tarde derrotaria John Cena no evento principal para manter o Campeonato Universal. No Extreme Rules, The Usos defenderia com sucesso seus títulos contra The Street Profits e Reigns mais tarde derrotaria "The Demon" Finn Bálor no evento principal para manter o Campeonato Universal. No Crown Jewel, The Usos derrotaria The Hurt Business no pré-show, enquanto Reigns defenderia com sucesso seu título contra Brock Lesnar no evento principal. No Survivor Series, The Usos perdeu para RK-Bro, enquanto Reigns viria a derrotar Big E no evento principal. No episódio de 17 de dezembro do SmackDown, Heyman foi demitido e atacado por Reigns. Brock Lesnar então atacaria The Bloodline e salvaria Heyman. Em 1º de janeiro de 2022, foi anunciado que Reigns seria retirado da luta no PPV Day 1, devido ao teste positivo para COVID-19, portanto, Brock Lesnar foi adicionado ao Campeonato da WWE, uma luta Fatal Five Way. Os Usos ainda competiriam no Day 1 e manteriam seus títulos com sucesso contra The New Day.
Na WrestleMania 38, The Usos defendeu com sucesso seu Campeonato de Duplas do SmackDown contra Shinsuke Nakamura e Rick Boogs, enquanto Reigns foi capaz de capturar o Campeonato da WWE de Brock Lesnar, efetivamente unificando o Campeonato da WWE com o Campeonato Universal, tornando-se o Campeão Indiscutível Universal da WWE. No episódio seguinte do SmackDown, Reigns ordenou que os Usos fossem ao Raw e desafiassem os Campeões de Duplas do Raw RK-Bro (Randy Orton e Riddle) para unificar os títulos de duplas. Na semana seguinte, foi confirmado que The Usos enfrentaria RK-Bro no WrestleMania Backlash para unificar os títulos de duplas. No entanto, no episódio de 29 de abril do SmackDown, a assinatura do contrato para a partida terminou com Reigns ajudando os Usos a atacar RK-Bro e rompendo o contrato no processo. Drew McIntyre então saiu e juntou forças com RK-Bro para expulsar The Bloodline do ringue. Por causa do que aconteceu, o conselheiro especial de Reigns, Paul Heyman, então se encontrou com o oficial da WWE Adam Pearce nos bastidores, onde Heyman solicitou que a luta de unificação do campeonato de duplas resultante fosse cancelada e, em vez disso, uma luta de duplas de seis homens com The Bloodline contra RK-Bro e McIntyre estavam programados para o WrestleMania Backlash, que o Bloodline venceu. Uma luta de Unificação do Campeonato de Duplas entre os Usos e RK-Bro foi mais tarde agendada para o episódio de 20 de maio do SmackDown, que os Usos venceram posteriormente, tornando-se os Campeões Indiscutíveis de Duplas da WWE e tornando todos os três membros campeões duplos. No SummerSlam em 30 de julho, The Usos derrotou The Street Profits para reter o Campeonato Indiscutível de Duplas da WWE, enquanto Reigns defendeu com sucesso o Campeonato Indiscutível Universal da WWE contra Brock Lesnar em uma luta Last Man Standing. No Clash at the Castle em 3 de setembro, Reigns derrotou Drew McIntyre para manter o Campeonato Indiscutível Universal da WWE após interferência de Solo Sikoa, primo mais novo de Reigns e irmão mais novo de Usos, que se tornou o mais novo membro da The Bloodline. No episódio de 13 de setembro do NXT, Sikoa derrotou Carmelo Hayes para ganhar o Campeonato Norte-Americano do NXT, dando assim ao The Bloodline um total de cinco títulos.

## Membros

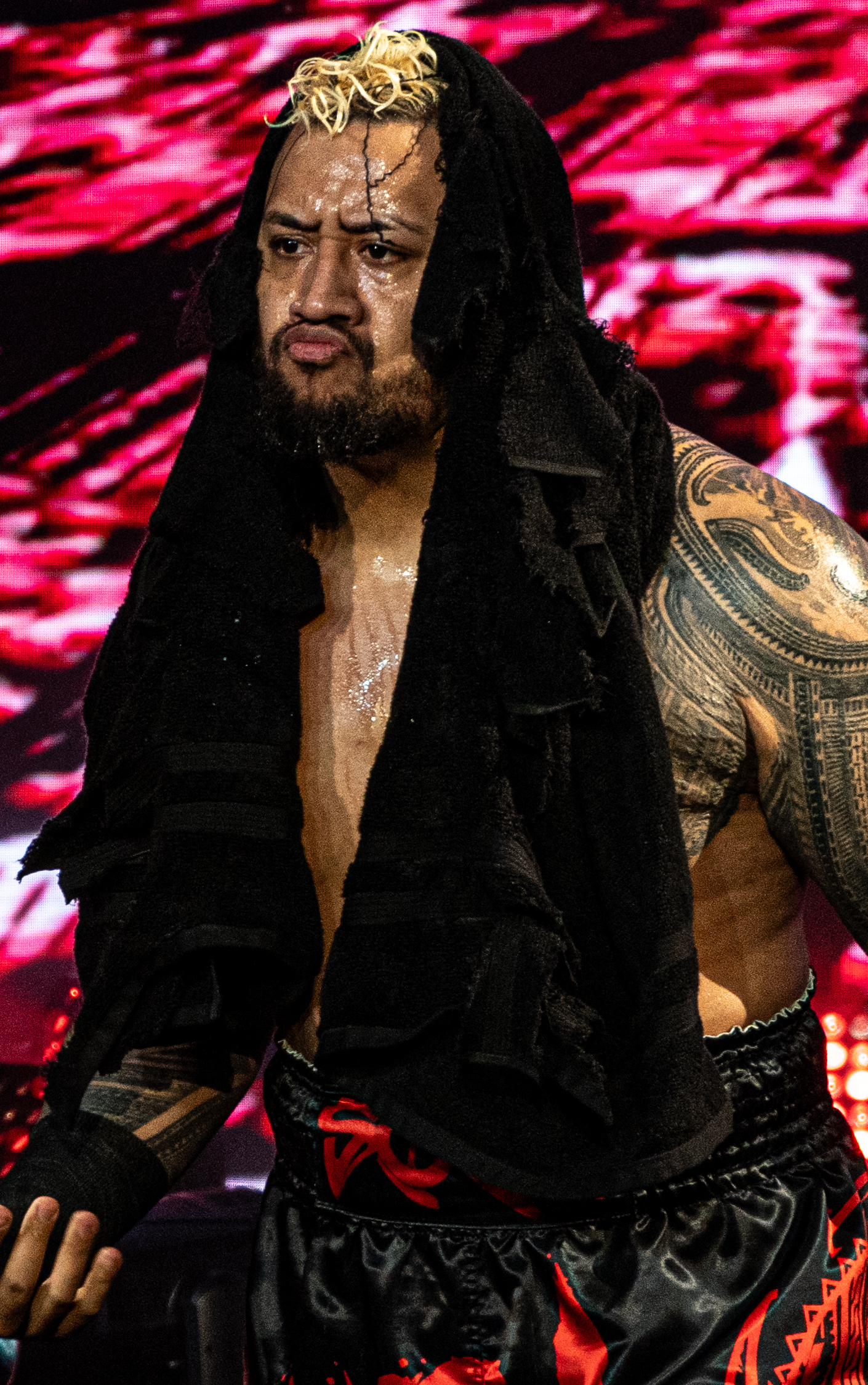
Solo Sikoa
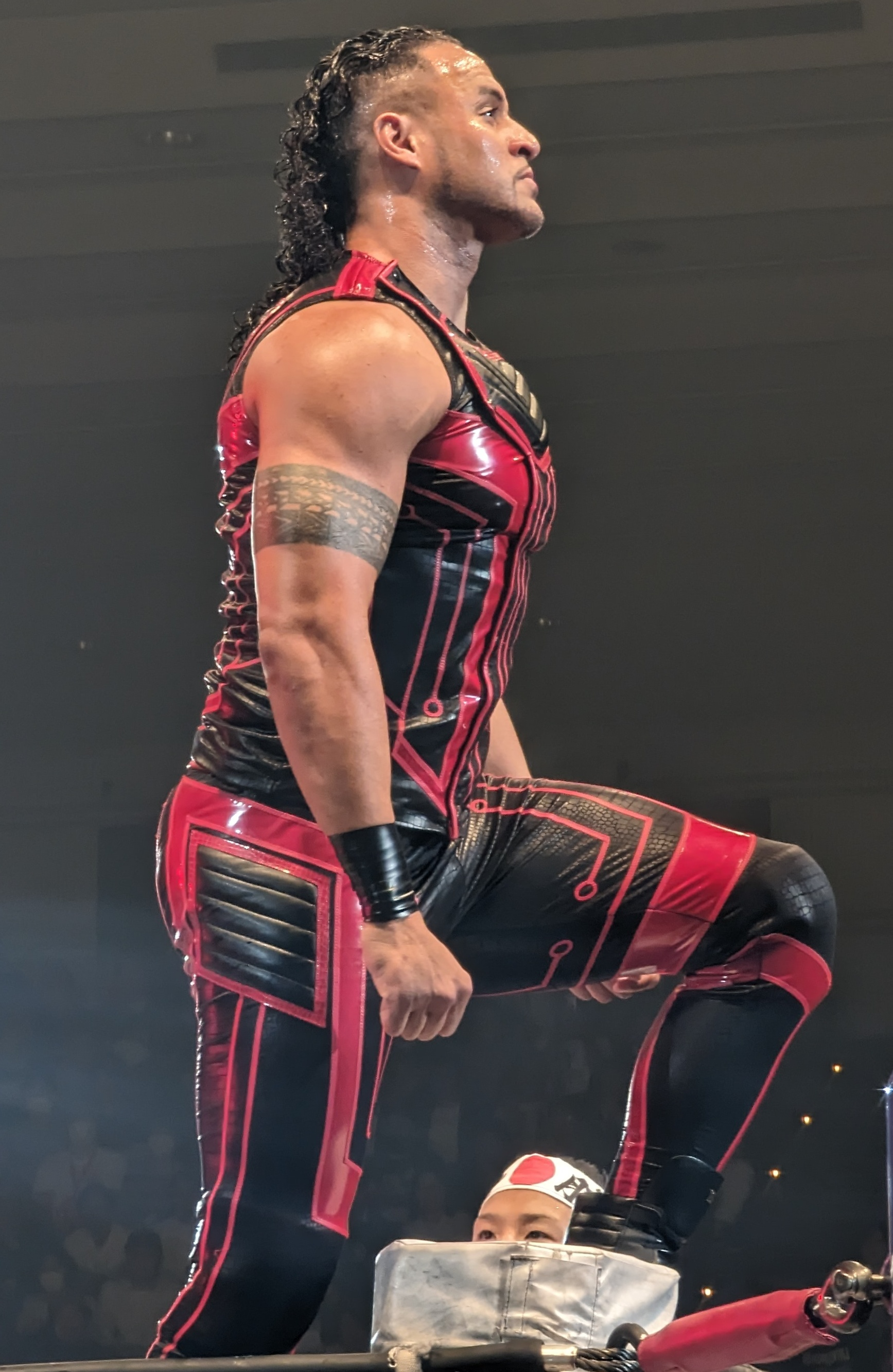
Tama Tonga
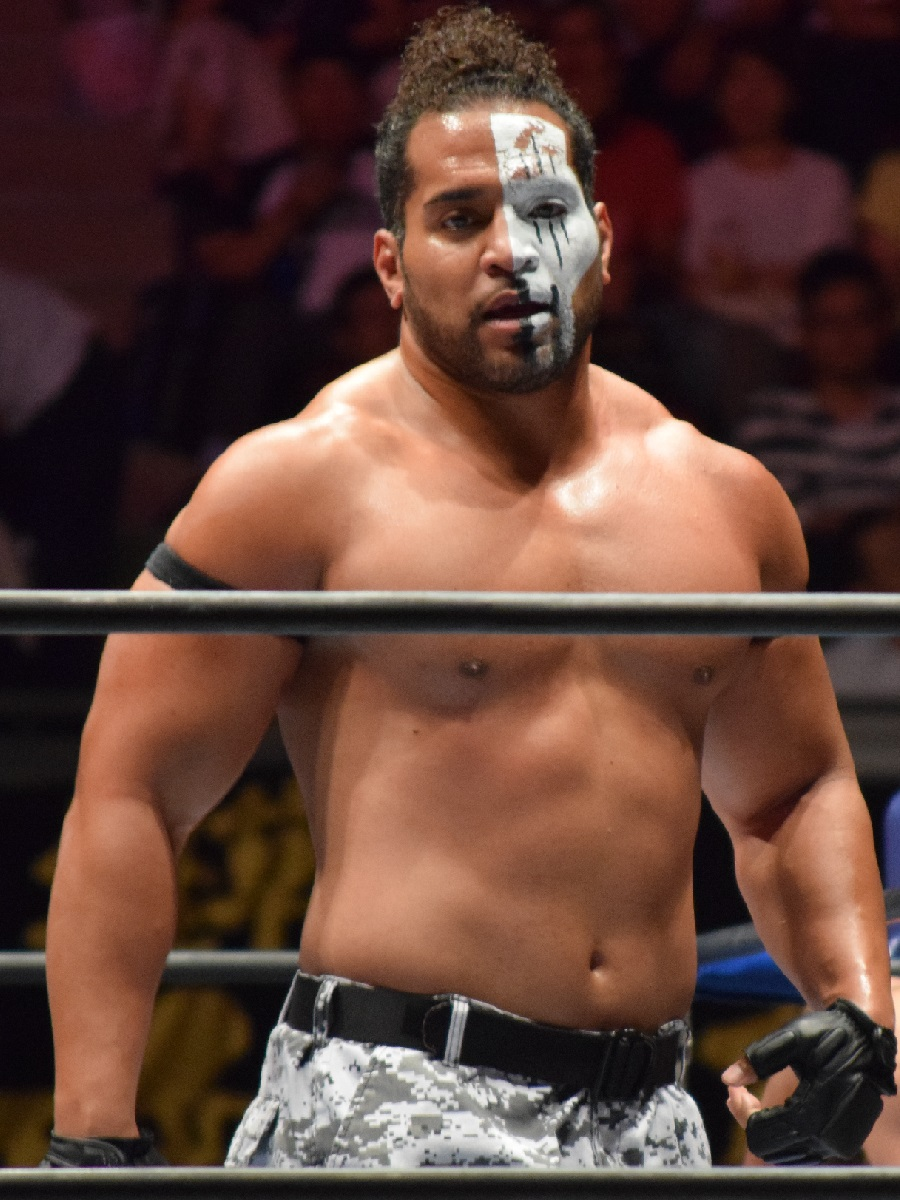
Tonga Loa
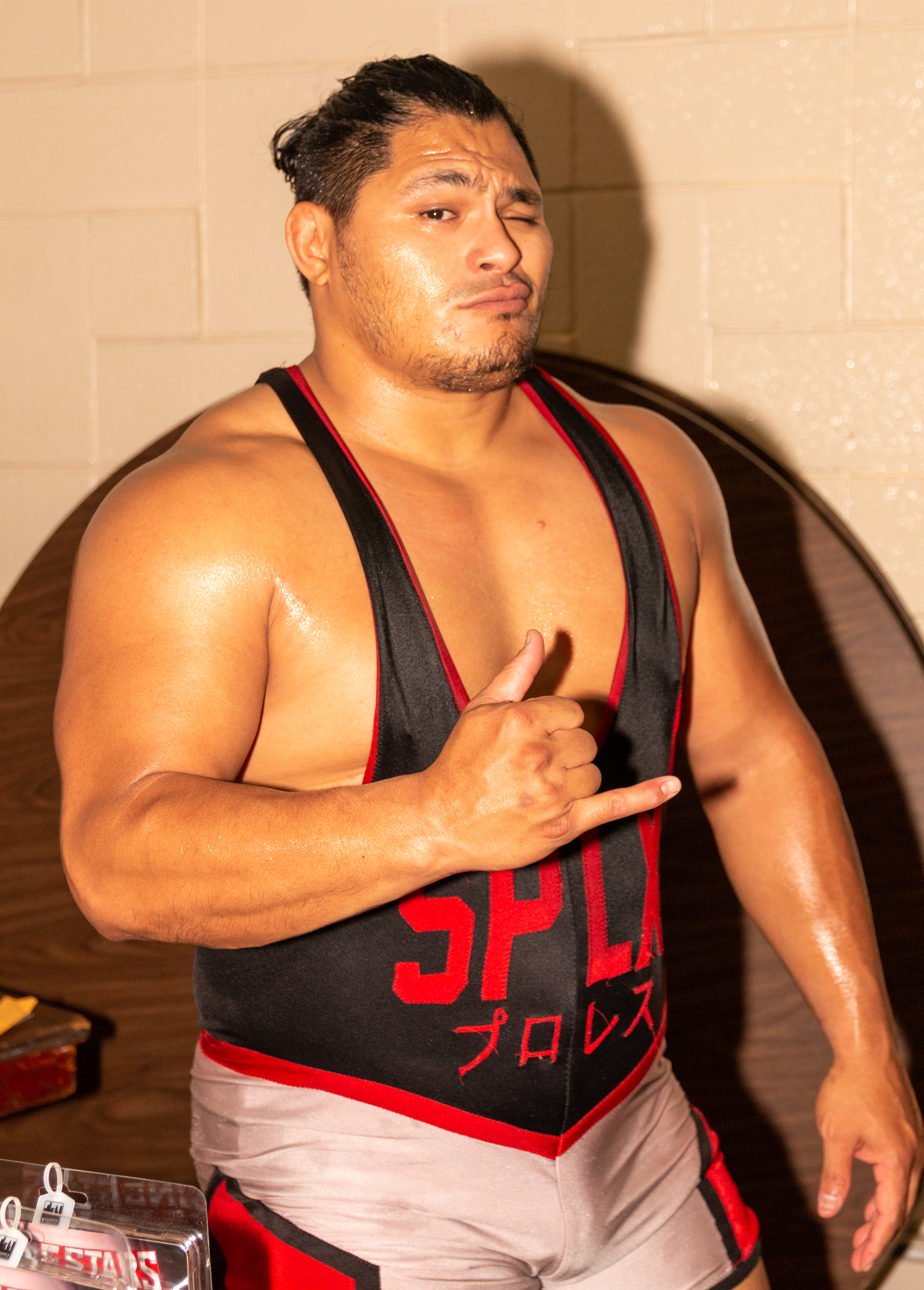
JC Mateo
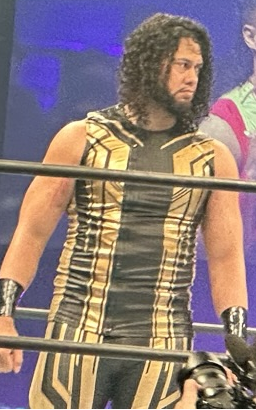
Talla Tonga

| I-II | Líderes            |
| M    | Manager            |
| *    | Membros fundadores |

### Atuais
| Membros         | Entrada               |
| --------------- | --------------------- |
| Solo Sikoa (II) | 3 de setembro de 2022 |
| Tama Tonga      | 12 de abril de 2024   |
| Tonga Loa       | 4 de maio de 2024     |
| JC Mateo        | 10 de maio de 2025    |
| Talla Tonga     | 28 de julho de 2025   |

### Antigos
| Membros          | Entrada                 | Saída                 |
| ---------------- | ----------------------- | --------------------- |
| Roman Reigns (I) | 9 de julho de 2021*     | 5 de julho de 2024    |
| Paul Heyman (M)  | 9 de julho de 2021*     | 28 de junho de 2024   |
| Jey Uso          | 9 de julho de 2021*     | 16 de junho de 2023   |
| Jimmy Uso        | 9 de julho de 2021*     | 12 de abril de 2024   |
| Sami Zayn        | 27 de maio de 2022      | 28 de janeiro de 2023 |
| The Rock         | 16 de fevereiro de 2024 | 8 de abril de 2024    |
| Jacob Fatu       | 21 de junho de 2024     | 7 de junho de 2024    |

## Sub-grupos

### Atuais
| Afiliados   | Membros                          | Período       | Tipo |
| ----------- | -------------------------------- | ------------- | ---- |
| The Tongans | Tama Tonga Tonga Loa Talla Tonga | 2024–presente | Trio |

### Antigos
| Afiliados | Membros           | Período   | Tipo  |
| --------- | ----------------- | --------- | ----- |
| The Usos  | Jey Uso Jimmy Uso | 2021–2023 | Dupla |

## Campeonatos e conquistas
- CBS Sports
  - Rivalidade do Ano (2020) – Roman Reigns vs. Jey Uso[38]
- ESPN
  - Melhor enredo do ano (2022) – The Bloodline e Sami Zayn[39]
  - Melhor enredo do ano (2023) – The Bloodline 2.0[40]
- New York Post
  - Enredo do ano (2022) – The Bloodline e Sami Zayn[41]
  - Enredo do ano (2023)[42]
- Pro Wrestling Illustrated
  - Faction of the Year (2022)
  - Luadores individuais
    - Classificou Reigns em primeiro lugar entre os 500 melhores lutadores individuais no PWI 500 em 2022[43]
    - Classificou Jey Uso em 45º lugar entre os 500 melhores lutadores individuais do PWI 500 em 2021
    - Classificado como Jimmy Uso em 147º lugar entre os 500 melhores lutadores individuais do PWI 500 em 2022[43]
    - Classificou Sikoa em 38º lugar entre os 500 melhores lutadores individuais no PWI 500 em 2023[43]

  - Duplas
    - Classificou The Usos em primeiro lugar entre os 50 melhores duplas no PWI Tag Team 100 em 2022[44]
- Sports Illustrated
  - Lutador do Ano (2021) – Roman Reigns[45]
- WWE
  - Campeonato da WWE (1 vez) – Reigns[46]
  - Campeonato Universal da WWE (1 vez) – Reigns[47]
  - Campeonato de Duplas do Raw da WWE (1 vez) – The Usos[48]
  - Campeonato de Duplas do SmackDown da WWE (1 vez) – The Usos[49]
  - Campeonato Norte Americano do NXT (1 vez) – Sikoa[50]
  - André the Giant Memorial Battle Royal (2021) – Jey Uso